# Kankintù
Kankintú è un comune (corregimiento) della Repubblica di Panama situato nel distretto di Kankintú, comarca di Ngäbe-Buglé. Si estende su una superficie di 194,2 km² e conta una popolazione di 5.009 abitanti (censimento 2010).